# Trox alpigenus
Trox alpigenus is een keversoort uit de familie beenderknagers (Trogidae). De wetenschappelijke naam van de soort is voor het eerst geldig gepubliceerd in 1988 door Zhang.